# New Road Team
New Road Team ist ein Sportverein in Katmandu. Die Herren-Fußballmannschaft spielt in der höchsten Liga des Landes, der A-Division League. Ihre Heimspiele trägt die Mannschaft im Dasarath Rangasala Stadion aus.

## Geschichte
Gegründet wurde der Verein 1934 und ist damit einer der ältesten Vereine des Landes. Größter Erfolg der Fußballmannschaft war der zweimalige Gewinn der Meisterschaft 1978 und 1995. Durch den Gewinn des Ligapokals 1985, qualifizierte man sich erstmals für die Asian Club Championship, schied jedoch mit 0 Punkten bereits in der Vorrunde aus.
Neben der Fußballabteilung gibt es noch die Abteilungen Cricket, Snooker und Tischtennis.

## Vereinserfolge
- A-Division League
Meister 1978, 1995[1]
- Nepal National League Cup
Gewinner 1985